# Micubiši J8M
Micubiši J8M Šúsui (~ Ostrý meč) byl prototyp raketového stíhacího letounu japonského císařského námořního letectva a japonského císařského armádního letectva. Při startu stroj poháněl raketový motor, přičemž přistával jako kluzák.
Ke konci druhé světové války zakoupili Japonci od Třetí říše licenční výrobu typu Messerschmitt Me 163. Zásilka, která byla dopravována námořní cestou do Japonska, však byla v důsledku námořní blokády Spojenců ztracena. Zůstalo jen několik kusů raketových motorů a příručka k obsluze letadla. I s takovými podklady dokázali japonští konstruktéři během jednoho roku postavit prototyp raketového letounu J8M Šúsui a připravit jej ke zkouškám, které začaly v červenci roku 1945. Zkoušky prototypů však neprobíhaly dobře a hned první letoun byl zničen. Válka tedy skončila dříve, než se stíhačky podařilo dovést k bojové použitelnosti. Celkem bylo vyrobeno 7 prototypů.

## Varianty
- J8M1 – základní verze se dvěma 30mm kanóny typu 5
- J8M2 – verze s jedním 30mm kanónem typu 5 a zvětšenou zásobou paliva
- Ki-200 – verze určená pro japonské armádní letectvo

## Specifikace (J8M1)

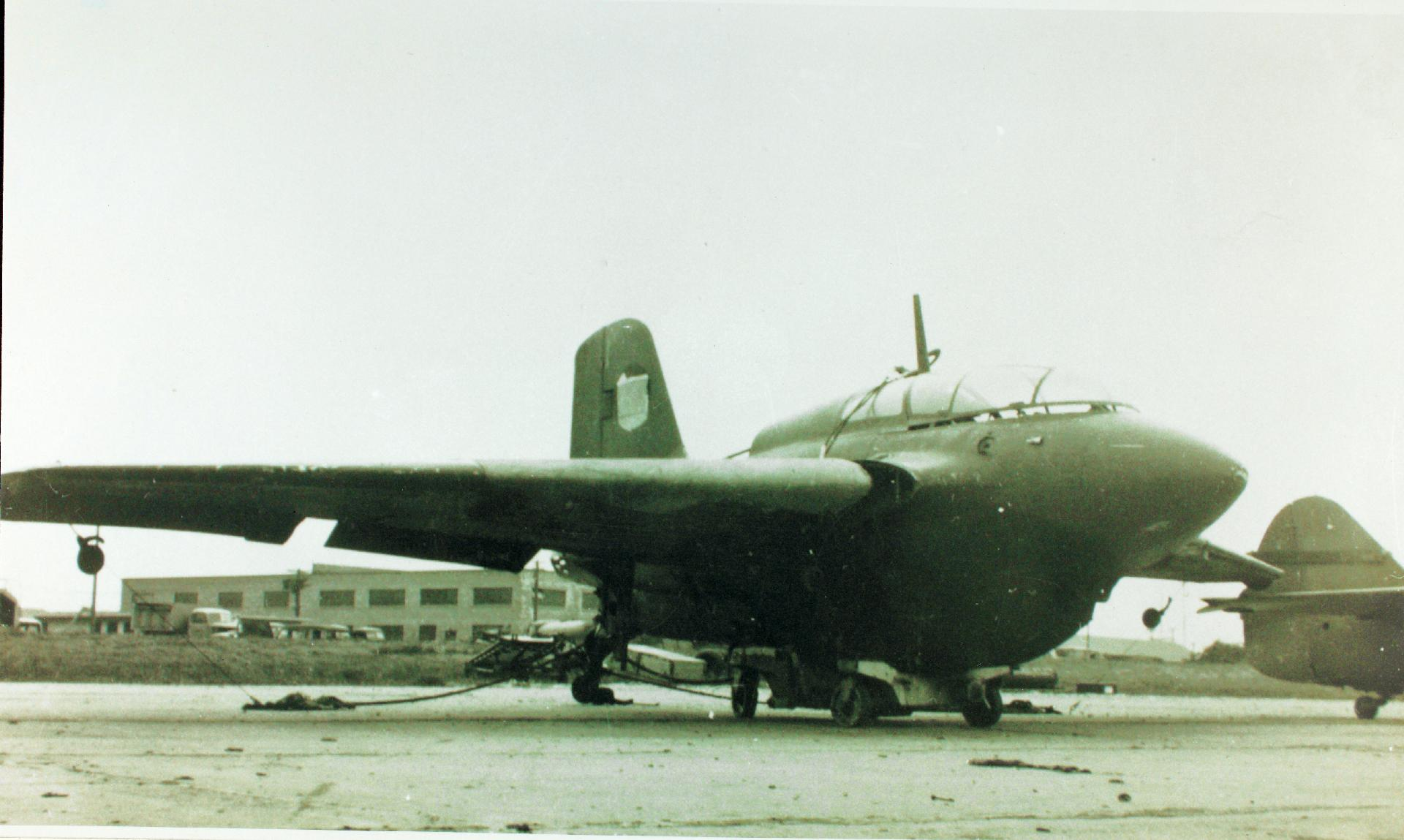
Micubishi J8M1

Údaje dle

### Technické údaje
- Posádka: 1
- Rozpětí: 9,5 m
- Délka: 6,05 m
- Výška: 2,7 m
- Nosná plocha: 17,73 m²
- Prázdná hmotnost: 1 505 kg
- Vzletová hmotnost: 3 885 kg
- Pohonná jednotka: 1 × raketový motor na kapalné pohonné látky Toko-Ro.2 (KR10)
- Tah pohonné jednotky: 3 307 lbf (14,71 kN)

### Výkony
- Maximální rychlost: 900 km/h ve výšce 10 000 m
- Dostup: 12 000 m
- Stoupavost: výstup do výše 10 000 m za 3 min 30 s
- Vytrvalost: 5 min 30s

### Výzbroj
- 2 × 30mm kanón typu 5